# Edisons 1960

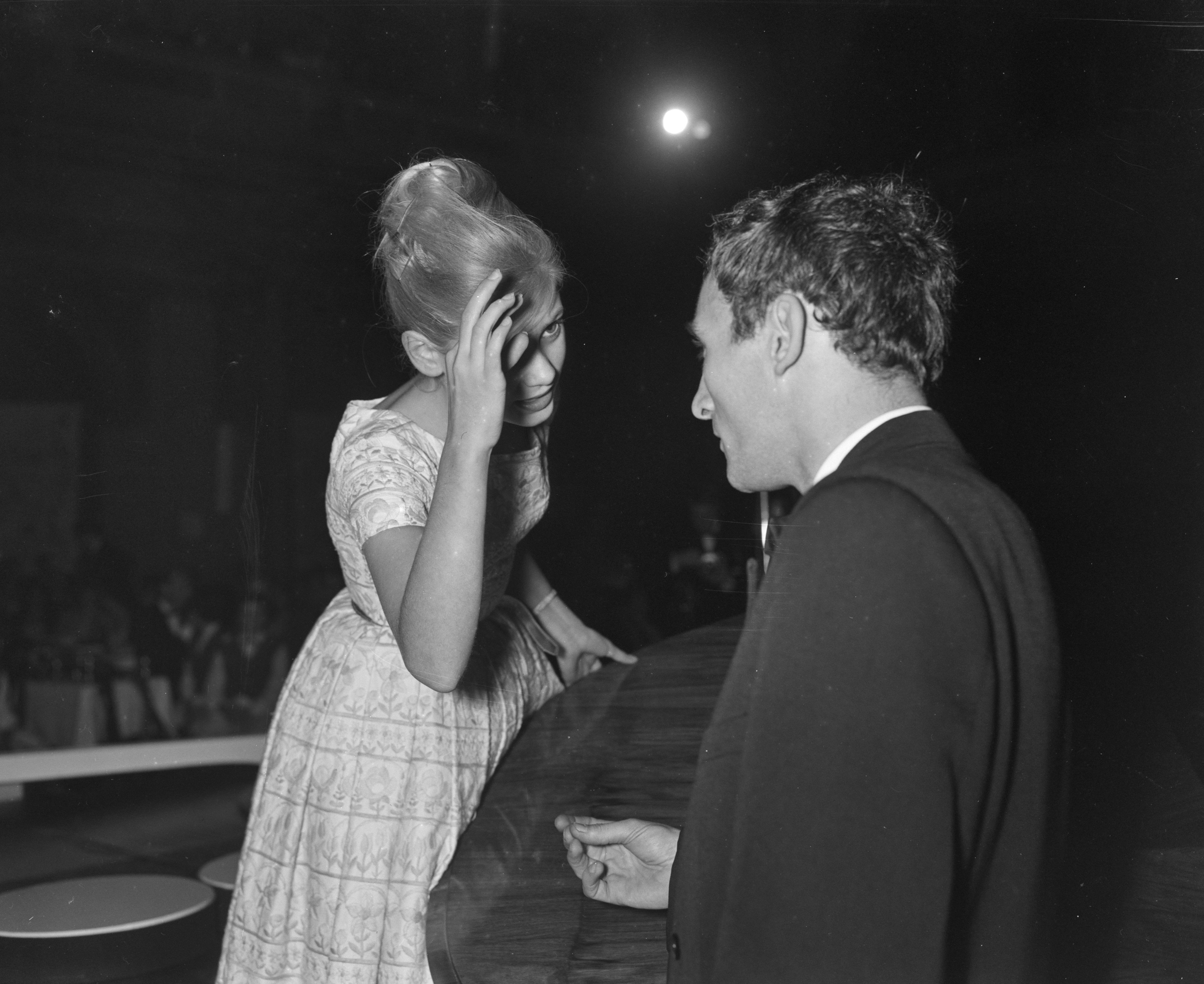
Gitte Hænning en Enrico Neckheim bij het Grand Gala du Disque 1960 in het Concertgebouw

De eerste  Edisons werden op 22 oktober 1960 uitgereikt tijdens het eerste Grand Gala du Disque. De uitzending vond plaats in het Concertgebouw in Amsterdam en werd gepresenteerd door onder meer actrice Caro van Eyck. Zij nam de prijsuitreikingen voor haar rekening.
Het evenement had wel iets weg van het jaarlijkse Boekenbal, waarbij overal in het Concertgebouw artiesten van allerlei pluimage acte de présence gaven: acteurs, binnen- en buitenlandse zangers en zangeressen, orkesten, tot zelfs een draaiorgel (De Turk) en de Marinieerskapel. Dit leidde ertoe dat het Grand Gala nogal chaotisch verliep en tot in de vroege uren van zondag 23 oktober voortduurde.
Tijdens deze eerste Edison-uitreiking werden de prijzen voor klassieke en populaire muziek gecombineerd. Er was (nog) geen plek voor rock-'n-roll of tienermuziek tijdens dit eerste Gala. Voor Nederlandse jazz en opera werd geen Edison uitgereikt omdat de kwaliteit van de ingezonden werken volgens de jury ondermaats was.
Er waren optredens van onder meer Gilbert Bécaud, het Italiaanse ensemble I Musici, baritonzanger Dietrich Fischer-Dieskau uit Duitsland en Willy Alberti.
Er was nogal wat kritiek op dit eerste Grand Gala du Disque. Een recensent van de Leeuwarder Courant sprak van een "bijzonder rommelige en weinig boeiende aangelegenheid", waarbij het een en ander mis ging. Zo stond de Deense zangeres Gitte Haenning in haar eentje op het podium omdat haar pianist het liet afweten. Bovendien was geen enkele buitenlandse winnaar naar Amsterdam gekomen om zijn of haar prijs in ontvangst te nemen.

## Winnaars

### Internationaal
- Vocaal: Frank Sinatra voor het album Sings for Only the Lonely
- Instrumentaal: Robert Prince & the Jazz Ballets from Broadway voor West Side Story
- Jazz: Thelonious Monk voor Alone in San Francisco

### Nationaal
- Vocaal: Willy Alberti
- Instrumentaal: Roelof Stalknecht

1960 · 1961 · 1962 · 1963 · 1964 · 1965 · 1966 · 1967 · 1968 · 1969 · 1970 · 1971 · 1972 · 1973 · 1974 · 1975 · 1976 · 1977 · 1978 · 1979 · 1980 · 1981 · 1982 · 1983 · 1984 · 1985 · 1986 · 1987 · 1988 · 1989 · 1990 · 1991 · 1992 · 1993 · 1994 · 1995 · 1996 · 1997 · 1998 · 1999 · 2000 · 2001 · 2002 · 2003 · 2004 · 2005 · 2006 · 2007 · 2008 · 2009 · 2010 · 2011 · 2012 · 2013 · 2014 · 2015 · 2016 · 2017 · 2018 · 2019 · 2020 · 2021 · 2022 · 2023 · 2024